# 20. Königlich Bayerische Infanterie-Brigade
Die 20. Königlich Bayerische Infanterie-Brigade war ein Großverband der Bayerischen Armee.
Die Brigade wurde am 9. März 1915 aus dem Stab der 1. Infanterie-Brigade gebildet. Sie war der 10. Infanterie-Division unterstellt, deren Aufstellung am 14. März 1915 abgeschlossen wurde. Die Brigade wurde am 2. August 1918 aufgelöst.
Der Brigade unterstanden folgende Verbände:
- 16. Bayerisches Infanterie-Regiment
- 6. Bayerisches Reserve-Infanterie-Regiment
- 8. Bayerisches Reserve-Infanterie-Regiment

## Kommandeure
| Dienstgrad      | Name               | Datum                              |
| --------------- | ------------------ | ---------------------------------- |
| Generalmajor    | Otto Rauchenberger | 9. März 1915 bis 2. August 1916    |
| Oberst          | Georg Meyer        | 3. August 1916 bis 12. Januar 1917 |
| Generalleutnant | Oskar Reuter       | 12. Januar 1917 bis 20. Juli 1918  |
| Generalmajor    | Wilhelm Weiß       | 20. Juli bis 2. August 1918        |